# Hugo Bustamante Pérez
Hugo Humberto Bustamante Pérez  (Quilpué, 28 de marzo de 1965), conocido en los medios como el «Asesino del Tambor», es un asesino en serie chileno, actualmente condenado a presidio perpetuo por homicidio de dos personas en 2005 y por femicidio, estupro, abuso sexual y corrupción de menores hacia la menor Ámbar Cornejo, en el año 2020. En 2024 confiesa que asesinó a 2 personas en 1996, delito por el cual no se encuentra condenado.

## Antecedentes
Hugo Humberto Bustamante Pérez, que fue el segundo de cuatro hijos, nació en Quilpué el 28 de marzo de 1965, criado en un ambiente marcado por la violencia y el alcoholismo por parte de sus padres, lo que posteriormente provocó el quiebre de su disciplina a partir de los 11 años, donde comenzaría a consumir sustancias ilícitas por medio de fiestas que realizaba su madre.[cita requerida]
En su adultez temprana tuvo dos hijas, con las que en el año 2005 reconoció no tener contacto, lo que fue confirmado en una entrevista dada en 2021 por una de las hijas de Bustamante, cuya identidad no fue dada a conocer.

## Crímenes cometidos
En el año 1996 asesinó a Elena Hinojosa y a su hijo Eduardo Páez a quien había conocido en la cárcel poco antes de 1993. Sin embargo, pese a que inicialmente se le consideró como sospechoso, al ser la última persona en verlos con vida, el caso fue cerrado y ambas personas fueron notificadas como desaparecidas. Esto hasta que Bustamante confesó el 6 de junio de 2024 que fue el homicida de ellos y que los enterró en el patio de su casa en Villa Alemana. En 1998 fue condenado a 5 años de cárcel por robo y otros delitos menores.[cita requerida]
En 2003, poco después de salir de la cárcel, conoció a Verónica Vásquez, quien posteriormente se convirtió en su pareja y con la que comenzó a vivir junto con el hijo de ella, Eugenio Honorato. Posteriormente, debido a problemas económicos por parte de Bustamante, este le exige a su pareja que le de dinero, lo cual ella rechaza y éste empieza a actuar de manera violenta con ella, hasta que el 8 de enero de 2005 tras una discusión en su casa, la asfixia hasta causarle la muerte, durante este ataque su hijo Eugenio trata de separarlos pero Bustamante lo estrangula hasta también matarlo. Luego Hugo introduce los cuerpos de ambos en un tambor de agua de 200 litros de capacidad, para posteriormente llenarlo de agua, cal y yeso.
El 15 de enero de 2005, Hugo traslada el tambor a su nueva casa en la misma comuna, sin embargo tras una llamada a la Policía de Investigaciones de Villa Alemana, por una extraño olor cercano a la casa de Bustamante, el 25 de enero funcionarios de la policía ingresan a su domicilio, procediendo a encontrar en el interior de su patio el tambor de agua con los cuerpos de las víctimas, arrestando a Bustamante. Posteriormente sería condenado a 27 años de prisión por el delito de Homicidio doloso. En ese año el caso del "Tambor" apareció en la serie de televisión Mea culpa, donde el periodista Carlos Pinto lo entrevistó, preguntándole a Hugo si volvería a cometer un asesinato, y este le responde con que:  "no sabría con exactitud si volvería a matar o no".
En 2016 la jueza Silvana Donoso lideró la comisión que entregó la libertad condicional a Hugo Bustamante, quien regresó a vivir a Villa Alemana tras salir de la cárcel.Tiempo después conoció a Denisse Llanos, con quien comenzó una relación y se fueron a vivir juntos con la hija de Denisse, Ámbar Cornejo quien no confiaba en Bustamante, sabiendo que era el conocido "Asesino del Tambor".  
El 29 de julio de 2020, Hugo junto a Denisse planearon asesinar y torturar a Ámbar, pidiéndole a la menor que fuera donde Bustamante (quien se encontraba solo) para recibir el pago mensual de su pensión de alimentos (proporcionada por Denisse). Es en ese encuentro donde Hugo abusa sexualmente de ella y la agrede físicamente hasta asesinarla. Después él junto a Denisse la enterraron en el mismo domicilio. El 6 de agosto, se encontró el cuerpo de Ámbar y se detuvo al padrastro y a su madre, condenando a Bustamante como autor del delito de violación con feminicidio de la menor de edad, mientras que a su madre Denisse se le condenó como coautora del delito. También Bustamante fue condenado por estupro, abuso sexual y corrupción de menores. Ambos recibieron la pena de cadena perpetua calificada, la cual en Chile requiere un mínimo de 40 años de presidio.

## Víctimas
| Fecha               | Nombre                          | Edad | Ref.   |
| ------------------- | ------------------------------- | ---- | ------ |
| 1996                | Elena Isabel Hinojosa Cena      | 55   | [ 13 ] |
| 1996                | Eduardo Miguel Paéz Hinojosa    | 27   | [ 13 ] |
| 8 de enero de 2005  | Verónica Luzmira Vásquez Puebla | 49   | [ 1 ]  |
| 8 de enero de 2005  | Eugenio Raúl Honorato Vásquez   | 9    | [ 1 ]  |
| 29 de julio de 2020 | Ámbar Denisse Cornejo Llanos    | 16   | [ 14 ] |